# Рончевська Людмила Олексіївна
Людмила Олексіївна Рончевська (рос. Рончевская Людмила Алексеевна; 5 квітня 1907, Владивосток — 9 січня 1995, Санкт-Петербург, РФ) — російська радянська художниця, живописець, член Санкт-Петербурзької Спілки художників (до 1992 року — Ленінградська організація Спілки художників РСФСР).

## Біографія
Рончевська Людмила Олексіївна народилася 5 квітня 1907 року у Владивостоці. Її батько, Рончевський Олексій Данилович (1856—1914) був головним хірургом воєнного госпіталю, матір — Рончевська (уроджена Соколовська) Людмила Олександрівна (1871—1949), була педагогом. В 1923 році Людмила Рончевська закінчила середню трудову школу і вступила у Ленінградський ВХУТЕІН. Займалася у викладачів С. В. Присьолкова, К. С. Петрова-Водкіна. В 1928 році закінчила інститут у класі К. С. Петрова-Водкіна з присвоєнням кваліфікаційного рівня художника монументального живопису. Дипломна робота — розпис центрального залу в павільйоні мистецтв для Міжнародної виставки в Ленінграді.
Після закінчення інституту працювала над виконанням оформлювальних замовлень, брала участь у виставках АМР. В 1932—1934 роках викладала живопис та малюнок на робфаці при ЛІЖСА ВАХ. В 1935 відвідувала курси підвищення кваліфікації при ЛІЖСА у класі А. Савинова та С. Абугова. В 1936 здійснила поїздку в Таджикистан, результатом якої стало написання серії етюдів. В 1937—1940 роках працювала на замовлення Музею Революції, для якого виконала декілька картин на історико-революційну тему: «С. М. Кіров в Астрахані» (1937), «Батумська демонстрація» (1938), «Перша борозна» (1939). В 1940 році була прийнята у члени Ленінградської Спілки радянських художників. Після початку війни залишилася в Ленінграді, закінчила курси медсестер та працювала в шпиталі. В 1942—1944 роках перебувала в розпорядженні політуправління Ленінградського фронту та займалася організацією шефської роботи у військових частинах. Нагороджена медалями «За оборону Ленінграда» та «За доблесну працю у Великій Вітчизняній війні».
Брала участь у виставках з 1944 року, експонуючи свої роботи разом з творами провідних майстрів образотворчого мистецтва Ленінграду. В післявоєнні роки займалася головним чином пейзажним живописом, працювала за договором з Художнім фондом РСФСР. В 1950—1970-х роках здійснила поїздки у Вірменію, Переславль-Заліський, неодноразово працювала в будинках творчості художників в Старій Лагоді та Гарячому Ключі. Відвідала Норвегію, Швейцарію. Серед творів створених Людмилою Рончевською, картини «Ленінград в блокаді», «Літо 1942 року», «Евакуація Ермітажу» (всі 1942), «Вхід в Ермітаж» (1957), «Алея в Гарні», «Арарат в тумані» (обидві 1958), «Зимуючі кораблі» (1959), «Гарнійські гори», «Розквітлий палісадник»[6] (обидві 1960), «Розкопки в горах», «Совхозна вулиця» (обидві 1961), «Село Чернавіно» (1962), «Волго-Балт на світанку» (1966), «Норвегія. Вечірній Берген», «Норвегія. Гірське озеро» (обидві 1968), «Сан-Готтардський перевал» (1970), «Тополя» (1971), «Дими в горах» (1973), «Лінкор біля Гірського інституту. 1943 рік» (1975), «Блакитне поселення» (1979), «Кубанські жінки» (1980) та інші.
Рончевська Людмила Олексіївна померла 9 лютого 1995 року в Санкт-Петербурзі на вісімдесят восьмому році життя. Її роботи зберігаються в музеях і приватних зібраннях в Росії та за кордоном.